# Klosterhöhe (Wertheim)
Klosterhöhe ist eine Streusiedlung an den Straßen Klosterhöhe und Wassersteinchen auf der Gemarkung der Wertheimer Ortschaft Höhefeld im Main-Tauber-Kreis in Baden-Württemberg.

## Geographie
Klosterhöhe liegt als Streusiedlung mit sechs auseinanderliegenden Einzellagen an den Straßen Klosterhöhe (⊙) und Wassersteinchen (⊙, ⊙, ⊙, ⊙, ⊙) etwa 1,5 Kilometer nordwestlich von Höhefeld. Weitere umgebende Orte sind Wagenbuch nach etwa 500 Metern im Osten, Mittelhof nach etwa 1,5 Kilometern im Westen und Klosterweg nach etwa einem Kilometer im Nordwesten.

## Geschichte

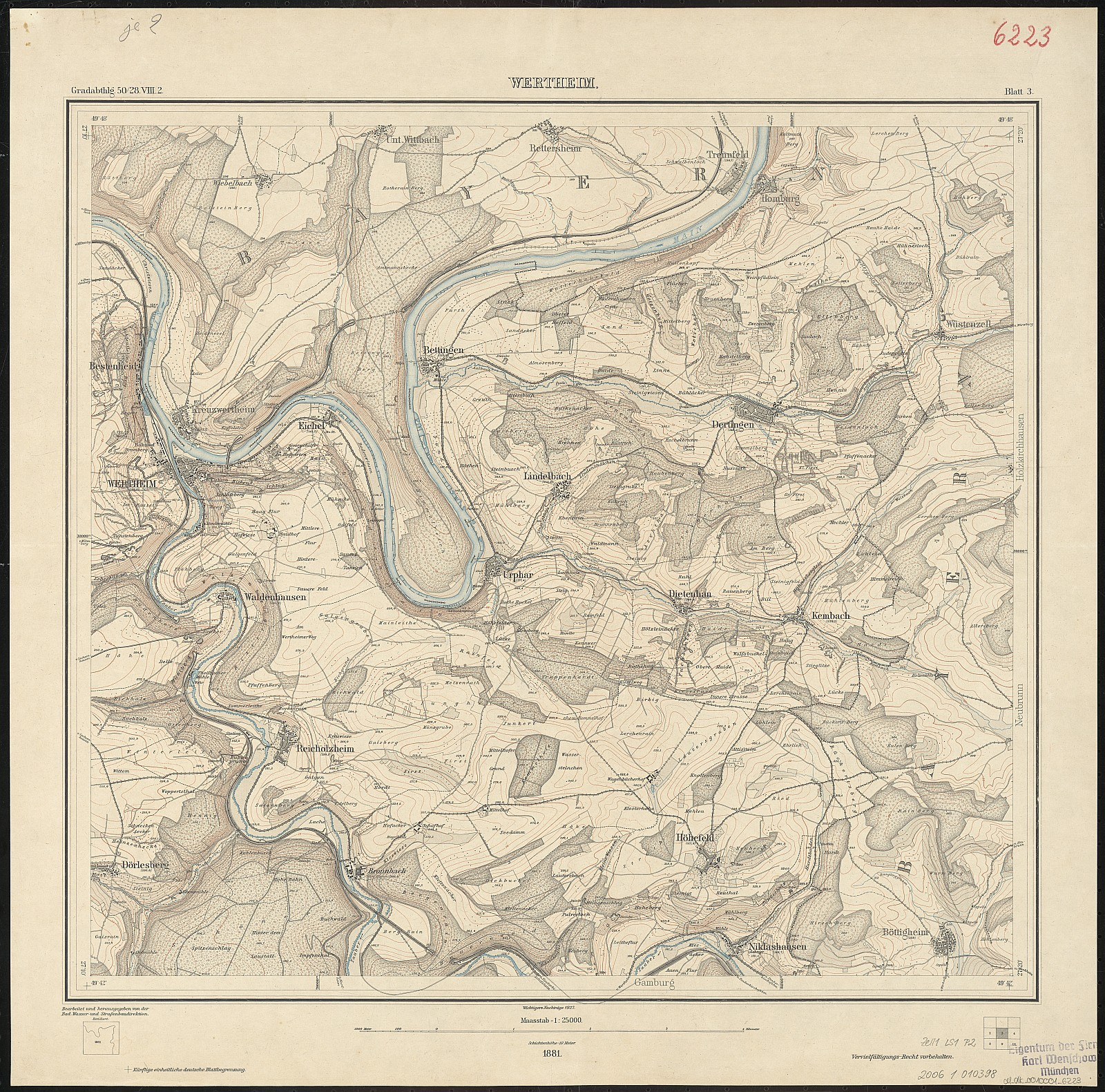
Messtischblatt Nr. 6223 „Wertheim“ von 1927 mit dem damals noch unbesiedelten Wohnplatz Klosterhöhe

Auf dem Messtischblatt Nr. 6223 „Wertheim“ von 1927 war der Ort noch völlig unbesiedelt. Am nordwestlichen Rand der Streusiedlung wurde auf dem Messtischblatt ein ehemaliger Remmelhof erwähnt. Der Wohnplatz kam als Teil der ehemals selbständigen Gemeinde Höhefeld am 1. Januar 1975 zur Stadt Wertheim.

## Kulturdenkmale
Kulturdenkmale in der Nähe des Wohnplatzes sind in der Liste der Kulturdenkmale in Wertheim verzeichnet.

## Verkehr
Der Ort sowohl aus Richtung Höhefeld als auch aus Richtung Bronnbach jeweils über die K 2882 zu erreichen. Diese wird in westlichen Teil der Streusiedlung auch als Klosterhöhe bezeichnet. Die übrigen Häuser der Streusiedlung stehen an der abzweigenden Straße Wassersteinchen.